# Giacomo Palearo
Giovan Giacomo Palearo (oder Paleari), genannt El Fratín, (* 1520 in Morcote, Tessin, Schweiz; † 31. Mai 1586 in Pamplona, Spanien) war ein Architekt und Militäringenieur des 16. Jahrhunderts.

## Leben
Er war der Sohn des Condottiere Giovan Francesco de Palearo (Paleari) und der Bruder von Giorgio und Bernardino Paleari.

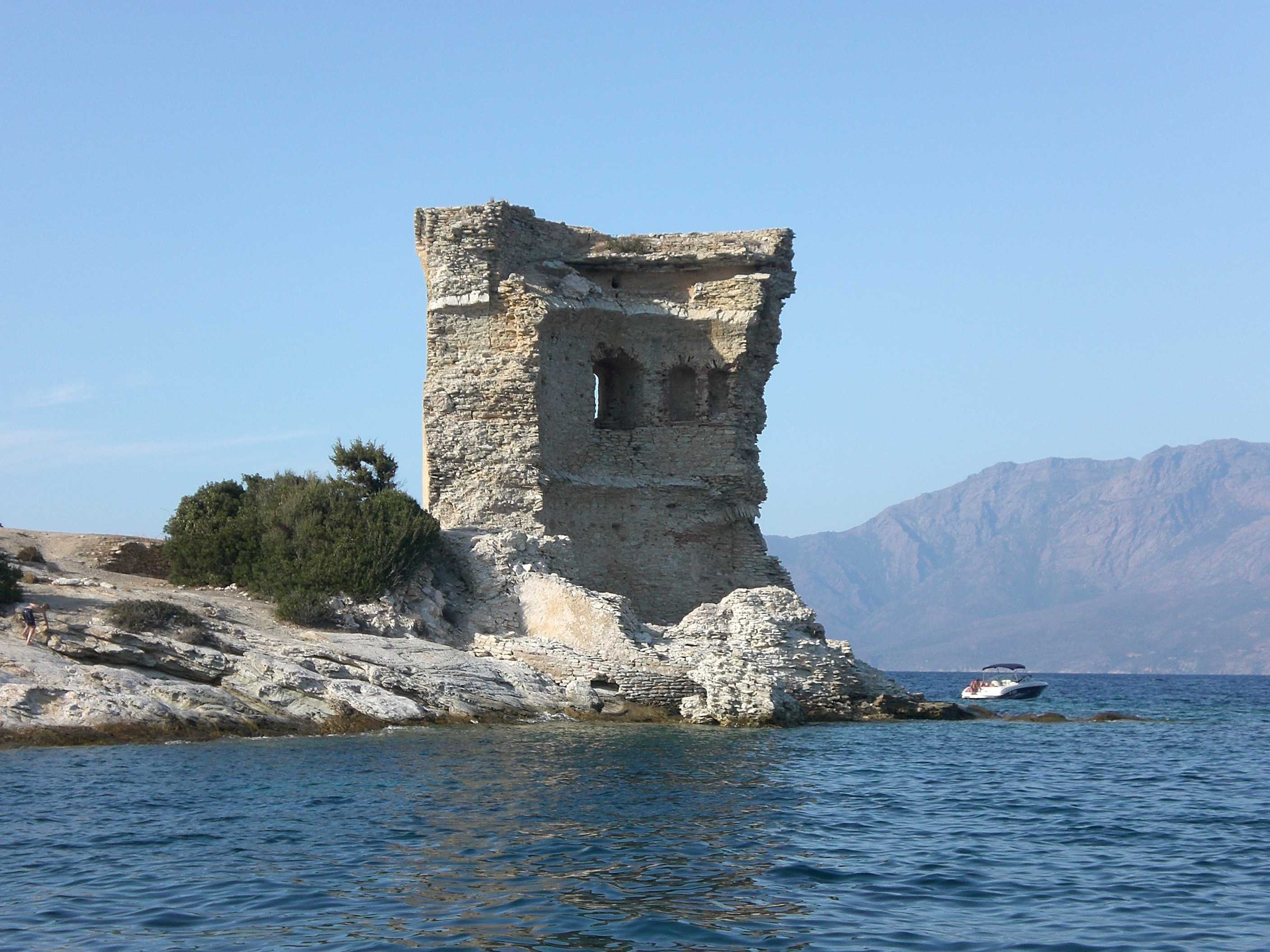
Giacomo Palearo: Mortella-Turm, Korsika, 1564–1565.

Palearo, der zunächst im Dienst von Frankreich stand, nahm 1560 an der Befestigung der Stadt Mailand teil und arbeitete danach auf der Insel Korsika und auf Malta sowie in La Goulette in Tunesien. Im Jahr 1563 wurden seine Dienste den mit Spanien verbündeten Genuesen zur Verfügung gestellt, um sie bei der Verteidigung Korsikas zu unterstützen. Fratino kam am 29. Januar 1563 in Begleitung von Oberst Giorgio Doria auf Korsika an. Er verbrachte den Rest des Jahres auf der Insel, um die Verteidigungsanlagen von Calvi, Ajaccio, Bastia und Bonifacio zu verbessern und neue Befestigungen entlang der Küste zu errichten. Am 30. Dezember 1563, nachdem er die Insel verlassen hatte, übergab er den Genuesen einen Plan und Anweisungen für den Bau des Mortella-Turms, der zur Verteidigung der Stadt San Fiorenzo beitragen und den Eingang zum Golf schützen sollte.

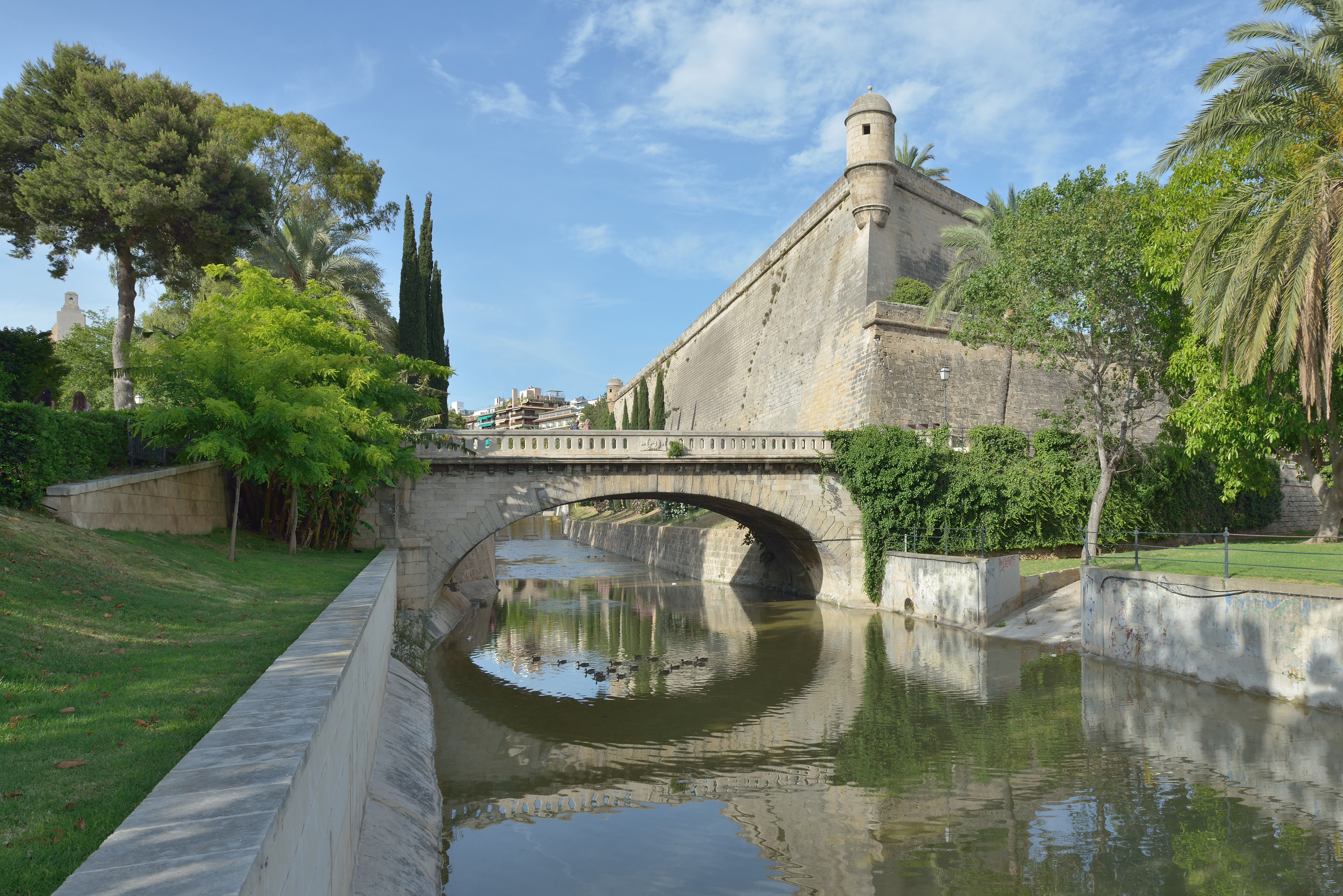
Giacomo Palearo: Bastion Sant Pere, Palma von Maiorca, 1575.

Der Turm wurde zwischen 1564 und Oktober 1565 erbaut. Typische Türme dieser Zeit waren quadratisch und hatten eine Verteidigungsmaschinerie. Fratino entwarf einen zylindrischen, dreistöckigen Turm mit einer Kanonenplattform auf dem Dach und ohne Maschinerie, ein innovativer Entwurf, der erst nach einigem Widerstand akzeptiert wurde. Der Mortella-Turm im heutigen Saint-Florent war der erste der später so genannten Martello-Türme.
1573 wurde er von König Philipp II. von Spanien zum Hauptmann der Infanterie ernannt. Er entwarf u. a. die Zitadelle von Pamplona (Spanien, ab 1571), die Bastion Santa Llúcia in der Stadt Ibiza (1575), das Bollwerk Sant Pere in Palma (1575) und unter dem Herzog von Alba die ab 1580 errichtete Befestigung des Forte de São Julião da Barra in Lissabon (Portugal). Er war auch auf Menorca (Planung der Befestigungsanlagen von Ciutadella) und Sardinien, in Nordafrika und Gibraltar tätig.
Palearo wird u. a. im Roman Don Quijote de la Mancha von Miguel de Cervantes erwähnt.